# نادي المدام
نادي المدام نادي كرة قدم إماراتي يقع في منطقة المدام في إمارة الشارقة .
يوجد في النادي فريقي كرة قدم تحت 14 سنة و تحت 12 سنة فقط .